# 金子敬生
金子敬生（かねこ ゆきお、1932年2月1日 - 1991年7月21日)は、日本の経済学者。

## 略歴
広島県三原市出身。1961年神戸大学大学院経済学研究科博士課程満期退学、68年「経済変動過程の産業連関分析」で経済学博士。1961年愛知大学講師、1963年名古屋市立大学助教授、1968年中央大学教授、1979年早稲田大学教授、1983年広島経済大学教授を務めた。

## 著書
- 『地域の経済学 地域経済分析の手法』日本経済新聞社 1966
- 『経済変動と産業連関』新評論 1967
- 『近代経済行動論の基礎』新評論 1971
- 『産業連関の理論と適用』日本評論社 1971
- 『日本経済の地域計量モデル』日本経済新聞社 1972
- 『日本国富論』1976 中公新書
- 『産業連関の理論と適用』日本評論社 1977
- 『現代経済原論』税務経理協会 1978
- 『産業構造論』世界思想社 1983
- 『「富国強民」の条件 21世紀・日本への6つのシナリオ』東京出版 (Tokyoブックス)1984
- 『平成時代の日本経済の読み方』経営実務出版 1989
- 『産業連関の経済分析』勁草書房 1990

### 共編著
- 『産業連関の経済学』(応用経済学 第5)岡崎不二男共著 春秋社 1964
- 『国民所得と経済政策』吉尾匡三ほか共著 春秋社 1968
- 『日本の産業連関』吉田稔共編著 春秋社 (日本経済分析叢書)1969
- 『近代経済行動の理論』加藤靖夫共著 新評論 1970
- 『地域開発計画の話』三木季雄共著 日本経済新聞社 (日経文庫)　1971
- 『地域経済の計量分析』江沢譲爾等共著 勁草書房 (地域経済学大系) 1973
- 『近代経済理論と意思決定』加藤靖夫共編著 中央経済社 1975
- 『産業連関分析』編 1976 有斐閣双書
- 『経済分析の計量的方法』編著 日本評論社 1982
- 『現代世界経済論』片岡幸雄共編 税務経理協会 1985
- 『不公平税制への挑戦』加藤寛共著 国際商業出版 1986
- 『決定版・税制改革 活力ある財政再建への道』加藤寛共著 国際商業出版 1987
- 『現代経済の解明』編,水吉俊彦 仁平耕一,中村孚信著 マグロウヒルブック 1987
- 『東アジアの経済発展』安元泰共編 渓水社 1990

### 翻訳
- クロッパー・アルモン Jr. 『70年代のアメリカ経済 産業連関分析による予測』監訳 日本経済新聞社 1969
- マルチン・J.ベックマン『産業立地の理論』勁草書房 1974
- 白永勲『韓国の工業化と経済発展』監訳 新評論 1975
- W.ヘリー『地域モデル入門』伊藤滋共訳 マグロウヒル好学社 1978
- エドワード・J.ケイン『実践数量経済学入門』監訳,河崎俊二ほか訳 ダイヤモンド社 1978
- R.S.ピンディック, D.L.ルビンフェルド『計量経済学 モデルと予測』監訳 マグロウヒル好学社 1981-83
- W.ディーボルド・Jr. 『国際産業政策』石渡徳弥共訳 日本ブリタニカ(80年代の世界政策) 1982

## 論文
- <金子敬生